# 乃木坂46 盛夏的全國巡演2021 FINAL! IN TOKYO DOME
《乃木坂46 盛夏的全國巡演2021 FINAL! IN TOKYO DOME》是日本女子偶像組合乃木坂46在2021年11月20日和11月21日於東京都文京區後樂的東京巨蛋舉行的公演，於2022年11月16日以DVD和Blu-ray的形式發售，為乃木坂46的第12部現場影像作品。

## 背景與發行
2021年6月10日，乃木坂46隊長秋元真夏在組合的Youtube頻道宣佈舉行全國巡演以及時隔四年的東京巨蛋公演，東京巨蛋公演的日期原訂於9月8日和9月9日。8月20日，乃木坂46宣佈東京巨蛋公演由於冠狀病毒病疫情擴大而延期。10月4日，乃木坂46宣佈東京巨蛋公演在11月20和11月21日舉行。11月6日，乃木坂46宣佈在ABEMA、Stagecrowd、dTV、光TV、Hulu、LINE LIVE和Rakuten TV直播東京巨蛋公演。11月20日，乃木坂46在東京巨蛋公演中宣佈於2022年5月14日和5月15日於日產體育場舉行十週年公演。11月21日，成員高山一實在東京巨蛋公演中畢業。
2022年10月10日，乃木坂46宣佈在11月16日推出公演的DVD和Blu-ray，各自分為完全生產限定盤、DAY1以及DAY2的通常盤，總共6種版本。10月17日，公開各版本的封面。11月3日，公開收錄於完全生產限定盤內的特別影像「Making of TOKYO DOME concert」的預告篇影像。

## 榜單成績
在Oricon公信榜，公演Blu-ray以18,622張的銷量取得週榜第1名，公演DVD則以4,671張的銷量取得週榜第2名。

## 外部連結
- . 乃木坂46.   [2023-11-28]. （原始内容存档于2022-10-22） （日语）.
- . 乃木坂46.   [2023-11-28]. （原始内容存档于2023-03-30） （日语）.
- . 乃木坂46.   [2023-11-28]. （原始内容存档于2023-03-30） （日语）.
- YouTube上的（日語）
- YouTube上的（日語）
- YouTube上的（日語）